# Zakochany wilczek
Zakochany wilczek (ang. Alpha and Omega) – amerykański film animowany w technologii 3D z 2010 roku, wydany w Polsce na DVD 9 marca 2011. Film opowiada o dwóch młodych kanadyjskich wilkach – ich naturze, przygodach, oraz o kiełkującej w nich miłości.

## Fabuła
Film opowiada o dwóch młodych wilkach, Kate i Humphreyu, które mieszkają w Kanadzie w Parku Narodowym Jasper. Oboje są członkami tego samego stada, ale zajmują w nim skrajnie różne pozycje: Kate jest córką przywódcy watahy (samca alfa) i jej przeznaczeniem jest bycie jego następcą, podczas gdy Humphrey znajduje się na samym dole hierarchii stada. Pewnego dnia Kate zostaje zmuszona do złączenia się z Garthem, samcem alfa innej watahy, w celu zawarcia pokoju między stadami. Humphrey wie, że nie ma szans z Garthem. Jednak niespodziewanie Kate i Humphrey zostają schwytani przez strażników parkowych i wywiezieni do Parku Narodowego Sawtooth w Idaho w celu powiększenia tamtejszej populacji wilków. Muszą jak najszybciej wrócić do domu, aby zapobiec walce pomiędzy watahami. Jest tylko jeden problem: Kate i Humphrey podczas podróży zakochują się w sobie. A w tym samym czasie Garth zakochuje się w Lilly, siostrze Kate. Kiedy wracają z podróży pełnej przygód zauważają, że Wschodnia i Zachodnia wataha szykują się do wojny – Tony (alfa Wschodniej watahy) wyznaczył czas do pełni księżyca i jeżeli do tego czasu Kate nie wróci – odbierze tereny Winstona (alfy Zachodniej watahy). Kate pośpiesza z Humphreyem by przerwać początkujący bój. Wtedy też Kate postanawia poślubić Gartha by wprowadzić pokój między stadami. Następnego dnia, w czasie przygotowywań do ślubu Humphrey odwiedza Kate by powiedzieć jej, że opuszcza dom i że będzie żyć w samotni. Kate jednak nie zamierzała rezygnować z planowanego małżeństwa, lecz po wahaniach podczas ślubu przyznaje, że zakochała się w Omedze – co bardzo zdenerwowało Tony’ego. Dochodzi w tym czasie do wojny. Zdezorientowana Kate zauważa pędzące w stronę wilków stado karibu. Wszystkim udaje się uciec – tylko Winston i Tony zostają odcięci od reszty. Kate – napotkawszy Humphreya – szuka sposobu na uratowanie przywódców stad, postanawia im pomóc przy pomocy kłody. Udaje im się uratować Winstona i Tony’ego, lecz Kate traci przytomność z powodu kopnięcia w głowę przez karibu. Humphrey pośpiesza jej na ratunek zasłaniając ją swoim ciałem. Gdy stado karibu pobiegło w dal Humphrey uznaje Kate za martwą i zaczyna wyć żałobnie wraz z pozostałymi wilkami. Kate w tym czasie odzyskuje przytomność. Młode wilki po tym zdarzeniu szeptem wyznają sobie miłość – tak oto Kate i Humphrey zostają małżeństwem, tak samo jak Garth i Lilly.

## Bohaterowie

### Zwierzęta
- Kate – ma brązowe oczy i złotawe umaszczenie. Jest córką pary alfa. Odbywa intensywne treningi i poluje pod okiem swojego ojca. Jest również lubiącą dyscyplinę, wysportowaną i rozważną wilczycą. Z początku nie akceptowała uczuć Humphreya, ale gdy razem wybrali się w podróż powrotną do domu po porwaniu przez ludzi – zaczęła coś do niego czuć.

- Humphrey – niebieskooki, szary wilk o charakterze dowcipnisia i lubiącego rozrywkę luzaka. Na co dzień zajmuje się płataniem figli ze swoimi przyjaciółmi – Żelkiem, Tłuszczem i Słonym. Od samego początku podobała mu się Kate, ale przed jakimkolwiek krokiem w jej stronę powstrzymywała go jego niska pozycja w stadzie. Nie lubi Gartha.

- Lilly – biała, drobna wilczyca o oczach w kolorze purpury. Siostra Kate, Omega. Jest dość nieśmiała i ustępliwa. Garth nazwał ją „dowcipną omegą”, ponieważ spytana przez niego, co potrafi, zaczęła udawać żółwia. Przyjaźni się z Humphreyem. Podoba jej się Garth.

- Garth – wysportowany, dobrze zbudowany wilk o zielonych oczach. Jest synem Tony’ego, alfy Wschodniej Watahy. Jedyną jego wadą jest brak talentu do wycia – zaczął go nabierać dopiero przy pomocy Lilly. Z początku był zafascynowany Kate, jednak później zakochał się w jej drobnej siostrze.

- Eve – wilczyca kremowej maści, z wyglądu bardzo podobna do Kate (której jest matką). Przywódczyni watahy i jednocześnie partnerka Winstona. Jest mściwa i bezwzględna, tylko do swojej rodziny odnosi się z przesadną łagodnością. Dużo bardziej stanowcza od Winstona, reszta wilków czuje wobec niej respekt.

- Winston – szary wilk o niebieskich oczach. Alfa w swym stadzie, ojciec Kate i Lilly. Jest przeciwny wydawaniu Kate za mąż, jednak staje w sytuacji bez wyboru. Stanowczy, jednak w porównaniu do swej partnerki Eve – bardzo łagodny.

- Tony – rudy wilk o brązowych oczach. Alfa Wschodniej Watahy, ojciec Gartha. Bezwzględnie chce połączyć oba stada, łącząc Gartha i Kate w parę.

- Żelek, Tłuszcz, Słony – trzej nierozłączni przyjaciele Humphreya, z którymi płata figle.

- Paddy – żółty kaczor. Przyjaciel Marcela. Pomógł Kate i Humphreyowi powrócić do Parku Narodowego Jasper. Z pochodzenia Anglik.

- Marcel – gąsior. Wraz z Paddym poprowadził alfę i omegę do ich domu. Świetnie gra w golfa. Z pochodzenia Francuz.

- Reba i Janice – dwie wilczyce-wegetarianki. W hierarchii są omegami.

- Candy i Sweets – przyjaciółki Kate. W hierarchii są alfami

- Scar i Claw – wadera i basior ze stada Tony’ego. Scar jest wilczycą ubarwienia rudawego i kremowego, kolor oczu ma żółto-pomarańczowy, jest alfą. Claw ma sierść koloru ciemnoszaro-zielonego z trzema bliznami na poliku. Także jest alfą.

- Łap – najbardziej zaufany wilk Winstona, jego prawa ręka. Jest alfą oraz zastępuję Kate na polowaniach. Jest to wilk o miłym charakterze, zawsze słuchający się przywódcy i pomagający w potrzebie.

- Zdolny – wilk towarzyszący w polowaniach Kate. Jest alfą. Podczas przedwieczornego powrotu został napadnięty i zraniony w ramie przez bandę wschodnich wilków ze stada Tony’ego, co pogorszyło relacje między stadami. Jest nieco porywczy, jeśli chodzi o rozwiązanie konfliktu między stadami. Nie lubi Scar i Clawa. Jego futro ma ubarwienie mieszane: białe, czarne i jasnoniebieskie, jak u husky’ego. Ma oczy koloru żółtego.

- Niedźwiedzie grizzly – zaatakowały Kate i Hamuphreya, gdy szli by zdążyć na ekspres Kanadyjski w drodze powrotnej do domu.

### Ludzie
- Max i pracownik na postoju samochodów ciężarowych – prowadzą postój dla ciężarówek i samochodów osobowych „Jedz, tankuj”

- Garn i Debby – są małżeństwem. Garn jest członkiem gangu motocyklowego, a Debby – bibliotekarką.

## Gatunki zwierząt z filmu
- Wilk szary
- Karibu
- Niedźwiedź grizzly
- Kaczka
- Gęś
- Dzięcioł czarny
- Jeżozwierz

## Obsada
- Hayden Panettiere jako Kate – Alfa
- Justin Long jako Humphrey – Omega
- Christina Ricci jako Lilly
- Danny Glover jako Winston
- Dennis Hopper jako Tony
- Vicki Lewis jako Eve
- Kevin Sussman jako Żelek
- Brian Donovan jako Słony
- Bitsie Tulloch jako Sweets
- Mela Lee jako Candy
- Eric Price jako Paddy oraz jako Tłuszcz
- Larry Miller jako Marcel
- Christine Lakin jako Reba
- Marilyn Tokuda jako Janice oraz jako Claw
- Paul Nakauchi jako Hutch

## Wersja polska
Wersja polska: Start International Polska

Reżyseria: Elżbieta Kopocińska

Tekst polski: Anna Niedźwiecka-Medek

Dźwięk i montaż: Janusz Tokarzewski

Kierownictwo produkcji: Elżbieta Araszkiewicz

W wersji polskiej udział wzięli:
- Waldemar Barwiński – Humphrey
- Milena Suszyńska – Kate
- Joanna Pach – Lilly
- Modest Ruciński – Garth
- Agnieszka Kunikowska – Eve
- Mirosław Zbrojewicz – Winston
- Grzegorz Pawlak – Tony
- Włodzimierz Bednarski – Marcel
- Tomasz Bednarek – Paddy
- Jacek Bończyk – Żelek
- Jakub Szydłowski – Tłuszcz
- Marek Molak – Słony

W pozostałych rolach:
- Anna Sroka
- Joanna Węgrzynowska
- Mikołaj Klimek
- Wojciech Majchrzak
- Paweł Szczesny
- Robert Tondera
- Janusz Wituch
- Leszek Zduń
- Wit Apostolakis-Gluziński